# Dihairesis

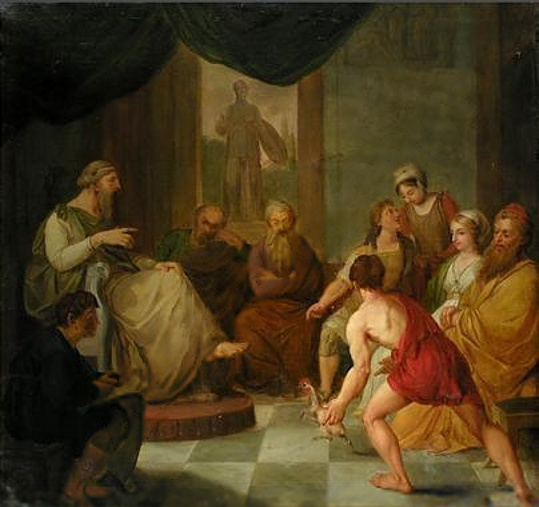
Diogenes

Dans la philosophie d’Epictète, la dihairesis est le jugement de deuxième degré ou super-jugement opéré par la prohairesis humaine et grâce auquel nous sommes capable de distinguer, dans n’importe quelle situation, ce qui est en notre pouvoir exclusif et ce qui ne l’est pas.
Dans ses Discours, Epictète nous donne plusieurs exemples de dihairesis en œuvre, comme dans les trois cas suivants :
1. « Aujourd’hui je dois sûrement mourir. Y a-t-il besoin que je gémisse ? » ('Discours' I, 1,22)
2. « Demain je dois être emprisonné. Faut-il que j’en pleure ? » ('Discours' I, 1,22)
3. « J’ai été condamné à l’exil. Qu’est-ce qui m’empêche de rire, d’être heureux, d’être serein ? » ('Discours' I, 1,22)

Si la prohairesis prend une attitude selon dihairesis, dans le cas 1, l’homme choisira de ne pas gémir et mourra. Dans le cas 2, il choisira de ne pas pleurer et ira en prison. Dans le cas 3, il choisira de rire, d’être heureux, serein et ira en exil.
La dihairesis est le super-jugement exactement opposé à la contredihairesis.